# Saïd Ali Mohamed
Saïd Ali Mohamed (geb. 1946) ist ein Politiker in den Komoren. Er war 1993 Premierminister der Komoren.

## Leben
Er gehörte der Partei Rassemblement pour la Démocratie et le Renouveau (RDR) an und war eine Zeitlang deren Vorsitzender. 1972 wurde er ins Parlament gewählt.
Im Mai 1993 wurde die Regierung des Premierministers Ibrahim Abderamane Halidi durch ein Misstrauensvotum abgesetzt, woraufhin Präsident Said Mohamed Djohar Saïd Ali Mohamed zum Premierminister ernannte. Nach nur einem Monat verlor Mohamed jedoch das Misstrauensvotum, und der Präsident löste das Parlament auf und ernannte einen neuen Regierungschef. Im Oktober 1995 wurde er von Separatisten, die die Unabhängigkeit von Anjouan forderten, zum Premierminister von Anjouan ernannt. Nach der Verbannung des Regierungs-Administrators übte er die eigentliche Macht auf der Insel aus.

## Werke
- Une oasis dans le désert des Comores. 2021.